# Eosentomon mirabile
Eosentomon mirabile är en urinsektsart som beskrevs av Andrzej Szeptycki 1984. Eosentomon mirabile ingår i släktet Eosentomon och familjen trakétrevfotingar. Inga underarter finns listade i Catalogue of Life.